# Love Etc.
Pour les articles homonymes, voir Love, etc..
Singles de Pet Shop Boys
She's Madonna
(2007) Did You See Me Coming?
(2009)
Love Etc. est une chanson du duo britannique Pet Shop Boys extraite de leur dixième album studio, Yes, paru le 23 mars 2009.
Le 16 mars 2009, une semaine avant la sortie de l'album, la chanson a été publiée en single. C'était le premier single tiré de cet album.
Le single a atteint la 14e place au Royaume-Uni.